# Шиловка (приток Пышмы)
Ши́ловка — река, протекающая в Свердловской области России, по окраинам города Берёзовского и в его окрестностях, правый приток Пышмы. Длина реки Шиловки — 13 км. Впадает в Пышму в 581 км от её устья.

## Течение
Берёт начало в заброшенных торфоразработках урочища Шиловское Болото. Река течёт к востоку от Екатеринбурга между городом Берёзовским и посёлком Старопышминском, на реке стоит посёлок Шиловка (район города Берёзовского). От посёлка Шиловка и до устья река образует большой Шиловский пруд. К югу от посёлка Шиловка на реке также расположен небольшой пруд Запретка. Река впадает в Пышму к северо-востоку от Берёзовского.
Берега реки пологие, местами лесистые и заболоченные.

## Шиловский пруд
Шиловский пруд— это искусственно созданный водоём на реке Шиловка, расположенный в 2 км от её устья, к востоку от Екатеринбурга и города Берёзовского. Пруд вытянут вдоль восточной границы города по руслу реки, имеет слегка извилистую форму. По берегам произрастает лес, преимущественно сосновый. Вода пресная. Шиловский пруд является гидрологическим памятником природы.

## Данные водного реестра
По данным государственного водного реестра России, Шиловка относится к Иртышскому бассейновому округу, речному бассейну Иртыша, речному подбассейн Тобола. Водохозяйственный участок реки — Пышма от истока до Белоярского гидроузла. Код водного объекта: 14010502012199000000040.